# Grums tingslag
Grums tingslag var ett tingslag i Värmlands län i Nordmarks domsaga. 
Tingslaget inrättades 1680 i Västersysslets domsaga. Det motsvarade Grums härad och tillhörde Mellansysslets domsaga från 1830.
Tingslaget uppgick den 1 januari 1882 i Mellansysslets tingslag.

## Omfattning

### Socknarna i häraderna
- Grums härad